# Chaetarcturus echinatus
Chaetarcturus echinatus är en kräftdjursart som först beskrevs av Oleg Grigor'evich Kussakin 1982.  Chaetarcturus echinatus ingår i släktet Chaetarcturus och familjen Antarcturidae. Inga underarter finns listade i Catalogue of Life.